# Bonifacio Ammanati
Bonifacio Ammanati, le cardinal de S. Adriano, né à Pistoia en Toscane, Italie, et assassiné à Aigues-Mortes le 19 juillet 1399, est un cardinal italien, créé par l'antipape d'Avignon Benoît XIII.

## Biographie
Bonifacio Ammanati étudie à l'université de Padoue. Il est professeur à l'université d'Avignon et est nommé protonotaire apostolique par l'antipape d'Avignon Benoît XIII.
L'antipape le créé cardinal au consistoire du 21 décembre 1397. Le pseudo-cardinal est emprisonné pour trahison par le maréchal français Jean II le Meingre Boucicaut, pendant les négociations avec une délégation de cardinaux dissidents en 1398. Après sa libération il veut quitter Avignon, mais il est reconnu et emprisonné à Aigues-Mortes, où il meurt.